# II bitwa o lotnisko w Doniecku
II bitwa o lotnisko w Doniecku – starcie zbrojne toczone od 28 września 2014 do 21 stycznia 2015 roku na międzynarodowym lotnisku w Doniecku pomiędzy siłami separatystów z samozwańczej Donieckiej Republiki Ludowej (DNR), a ukraińskimi siłami zbrojnymi i oddziałami ochotniczymi w czasie wojny w Donbasie. Była kontynuacją wcześniejszej, I bitwy o lotnisko w Doniecku stoczonej w maju 2014 roku, która zakończyła się zwycięstwem strony ukraińskiej. Walki rozgorzały na nowo jesienią, pomimo podpisanego porozumienia o zawieszeniu broni, protokołu mińskiego, który obowiązywał od 5 września. Na początku drugiej bitwy lotnisko było ostatnią częścią Doniecka, która pozostawała w posiadaniu sił ukraińskich. Obrona lotniska trwała przez 242 dni, a największa eskalacja walk miała miejsce pod koniec bitwy, w styczniu 2015 roku. 21 stycznia wojska ukraińskie wycofały się do wsi Pisky, a siły DNR zajęły lotnisko. W polskich mediach bitwa ta często bywa nazywana „ukraińskim Westerplatte”.

## Tło sytuacyjne
Po podpisaniu protokołu mińskiego 5 września 2014 roku na międzynarodowym lotnisku w Doniecku miały miejsce sporadyczne potyczki pomiędzy separatystami a wojskami ukraińskimi. Pod koniec września liczba tych drobnych incydentów wzrosła. 23 września w okolicach lotniska odnotowano ostrzał artyleryjski i ogień z karabinu maszynowego. Według anonimowego oficera wywiadu DNR, który udzielił wywiadu 25 września: „Kiedy strzelają, odpowiadamy, aby pokazać im, że tu jesteśmy. Są bardzo dobrze uzbrojeni. Mają czołgi T-64 i wiele wyrzutni rakiet. My nie mamy tego, czego potrzebujemy, aby je usunąć”. Powiedział również, że lotnisko w Doniecku jest „strasznym bólem głowy” dla kierownictwa DNR. Lotnisko znajduje się na północ od właściwej zabudowy Doniecka kontrolowanego przez separatystów i zapewniało „dogodny punkt obserwacyjny” dla sił ukraińskich, umożliwiając im ostrzeliwanie pozycji rebeliantów w mieście. Wymiana ognia pomiędzy stronami konfliktu zaostrzyła się po 25 września.

## Bitwa

### Początek walk (wrzesień – październik 2014)

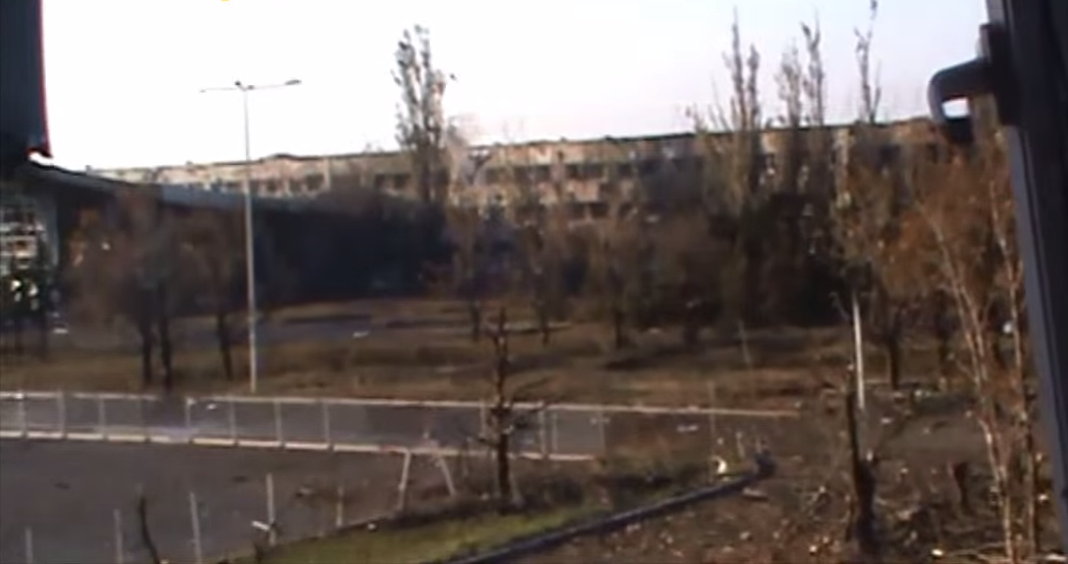
Batalion Sparta atakujący budynek starego terminala, 6 października 2014

Siły DNR rozpoczęły „skoordynowane działania” w celu zajęcia międzynarodowego lotniska w Doniecku w ostatnich dniach września. Najpoważniejszy incydent od początku zawieszenia broni miał miejsce 28 września, kiedy to w starciu z separatystami zginęło dziewięciu ukraińskich żołnierzy, a dwudziestu siedmiu zostało rannych. Siedmiu z nich zginęło, gdy pocisk czołgowy uderzył w ukraiński transporter opancerzony. Obserwatorzy Organizacji Bezpieczeństwa i Współpracy w Europie (OBWE) donosili o „ciężkim ostrzale” wokół lotniska. Mniej więcej w tym samym czasie separatyści zaczęli zajmować pozycje w wieżowcach z widokiem na lotnisko, w tym stację medyczną, parking i wieżę kontroli lotów, w której utworzono punkt obserwacyjny artylerii. Następnego dnia o godzinie 6:15 siły DNR rozpoczęły ostrzał lotniska rakietami z Gradów. Według przywódcy DNR Aleksandra Zacharczenki separatyści otworzyli ogień w odpowiedzi na ostrzał moździerzowy wojsk ukraińskich, który spadł na samo miasto Donieck. Rebelianci wykorzystywali swoje pozycje w sąsiednich budynkach mieszkalnych do kierowania ostrzałem artyleryjskim na lotnisko.
Siły ukraińskie i separatystyczne nadal prowadziły wymianę ognia artyleryjskiego. 1 października ostrzelano sąsiadujące z lotniskiem szkołę i przystanek autobusowy w rejonie kijowskim w Doniecku. Zginęło dziesięciu cywilów, ale żaden uczeń nie odniósł obrażeń. Według Joanne Mariner z Amnesty International „nie można było powiedzieć”, kto był odpowiedzialny za ten incydent. Przyznała przy tym jednak, że „obszary mieszkalne zostały ostrzelane przez siły ukraińskie strzelające z lotniska”, ale siły DRL „również ponoszą za to odpowiedzialność, ponieważ gromadzą artylerię na obszarach mieszkalnych i prowadzą z nich ogień, co pozostaje w wyraźnej sprzeczności z prawem wojennym”. W tym samym czasie siły DNR wspierane przez czołgi zaczęły wkraczać na lotnisko i zajęły kilka hangarów, magazyn paliwa oraz budynki gospodarcze. Separatyści wykorzystali te budynki później jako stanowiska artyleryjskie i zaczęli z nich ostrzeliwać pozycje ukraińskie. Rebelianci nadal posuwali się naprzód i zdobyli centrum kontroli lotów, posterunek milicji i hotel, ale nie mogli posunąć się dalej. Wzajemny ostrzał kontynuowano 2 października. Sytuacja, zdaniem władz ukraińskich, była „trudna”.
Pod ostrzałem artyleryjskim siły DNR wdarły się w głąb lotniska 3 października. Bojownicy włamali się do budynku starego terminala lotniska, używając świec dymnych jako osłony. Według rzecznika prasowego Sił Zbrojnych Ukrainy natarcie separatystów było wspierane przez „rosyjskie drony”. Czołgi skierowały swoje działa w stronę nowego budynku terminala, głównej pozycji ukraińskich żołnierzy na lotnisku. Mimo to siłom rządowym udało się później wyprzeć powstańców z połowy starego budynku terminala i powstrzymać ich natarcie. Wojska ukraińskie podały, że zniszczyły dwa czołgi separatystów i zabiły w walkach 12 bojowników. Według źródeł rządowych była to „największa pojedyncza strata poniesiona przez rebeliantów” od czasu podpisania protokołu mińskiego 5 września. W walkach zginęło także dwóch ukraińskich żołnierzy i kolejnych dwóch bojowników Prawego Sektora.

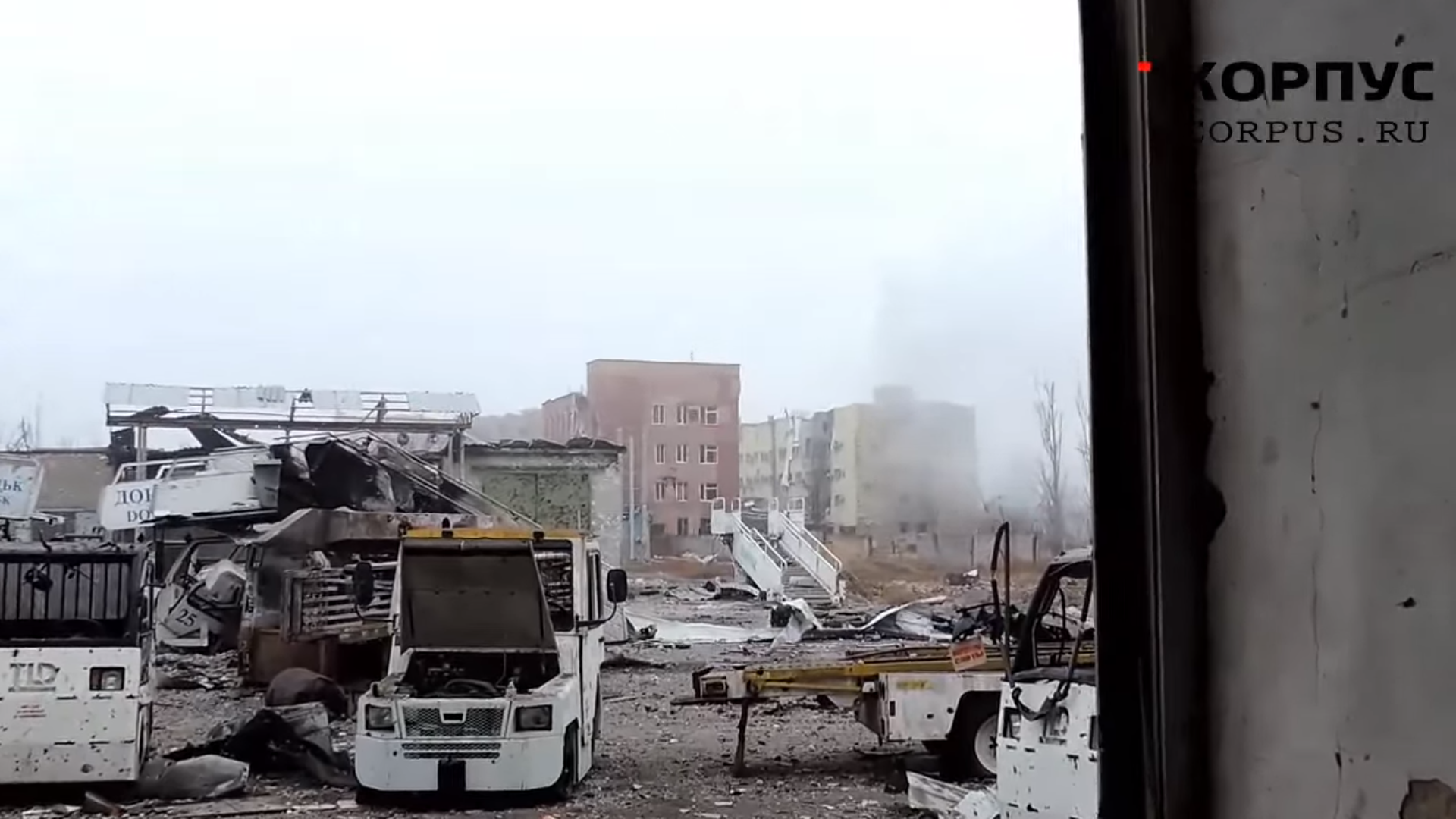
Zniszczone osiedle sąsiadujące z lotniskiem w Doniecku, listopad 2014

Siły DNR podjęły kolejną próbę przejęcia kontroli nad lotniskiem w Doniecku 9 października. Separatyści poinformowali, że udało im się zdobyć większość lotniska, ale w rzeczywistości siły rządowe odparły atak. Podczas tej potyczki ostrzał spowodował śmierć co najmniej pięciu cywilów w dzielnicach mieszkalnych w pobliżu lotniska.
Walki pomiędzy siłami ukraińskimi i rebeliantami nasiliły się w połowie października. Sześć osób zostało rannych podczas ostrzału 19 października. Duża eksplozja spowodowana ostrzałem zakładów chemicznych w pobliżu lotniska 20 października uszkodziła stadion Donbas Arena i była odczuwalna w całym Doniecku. Władze DNR twierdziły, że to siły ukraińskie spowodowały ten wybuch ostrzałem z systemów rakietowych 9K79 Toczka, czemu rząd ukraiński zaprzeczył. Ukraińscy żołnierze na lotnisku w obliczu ciągłego oblężenia zostali zmuszeni do ukrycia się za betonowymi murami. Według jednego z żołnierzy broniących lotniska, siły DNR zinfiltrowały sieć tuneli biegnącą pod budynkami lotniska. Siły ukraińskie utrzymały kontrolę nad wieżą kontroli lotów i starym budynkiem terminala.
Do 28 października zawaliły się wszystkie piętra nowego terminala powyżej trzeciego. Uczestnicy walk opisali go jako „poczerniały szkielet”. Siły ukraińskie utrzymały kontrolę nad parterem i pierwszym piętrem lotniska, podczas gdy separatyści zajęli drugie piętro i sieć tuneli podziemnych. Budynek był zaminowany minami-pułapkami oraz pełen gruzu. Walki pomiędzy Ukraińcami i separatystami opisano jako „klaustrofobiczną grę w kotka i myszkę”. Według raportu, który ukazał się w Los Angeles Times, siły DNR nieustannie ostrzeliwały lotnisko, a rebelianci atakowali ukraińskie oddziały w nowym budynku terminala przynajmniej raz dziennie. Pas startowy stał się bezużyteczny, po tym jako pokryły go zniszczone pojazdy opancerzone i czołgi. W raporcie stwierdzono, że w nowym budynku terminala „pękła każda tafla szkła; wszystkie drzwi, ściany i sufity zostały przebite kulami i odłamkami”.

### Ciągły impas (listopad – grudzień 2014)
Przedstawiciel operacji wojskowej rządu ukraińskiego w Donbasie powiedział 11 listopada, że siły ukraińskie usunęły wszystkich separatystów z nowego budynku terminala na lotnisku w Doniecku i że wywieszono nad nim trzy ukraińskie flagi. Ochotniczy batalion paramilitarny Prawego Sektora, który walczył z siłami DNR na lotnisku, zakomunikował, że opuszcza obszar walk, ponieważ lotnisko znajduje się pod ścisłą kontrolą Sił Zbrojnych Ukrainy. Obie strony konfliktu zgodziły się na krótkie zawieszenie broni w nocy z 16 na 17 listopada. Według rzecznika prasowego Sił Zbrojnych Ukrainy porozumienie to zostało zawarte tylko po to, aby siły DNR mogły zebrać ciała zabitych i rannych z terenu lotniska. Rankiem 17 listopada lotniskiem ponownie wstrząsnął ostrzał artyleryjski.
Rzecznik Rady Bezpieczeństwa Narodowego i Obrony Ukrainy (RBNiO) Andrij Łysenko powiedział 1 grudnia, że rosyjskie siły specjalne pomagają separatystom na lotnisku w Doniecku. Próbując deeskalować sytuację na tym obszarze, ukraiński generał Wołodmyr Askarow i generał Sił Zbrojnych Federacji Rosyjskiej Aleksandr Lencow zgodzili się na spotkanie w celu omówienia warunków zawieszenia broni. Po spotkaniu 2 grudnia ogłoszono generalne zawieszenie broni. Generał Lencow powiedział, że na spotkaniu on i jego ukraiński odpowiednik rozmawiali o utworzeniu wojskowego centrum wspólnej kontroli w celu koordynowania wdrażania protokołu mińskiego na obszarze Doniecka.

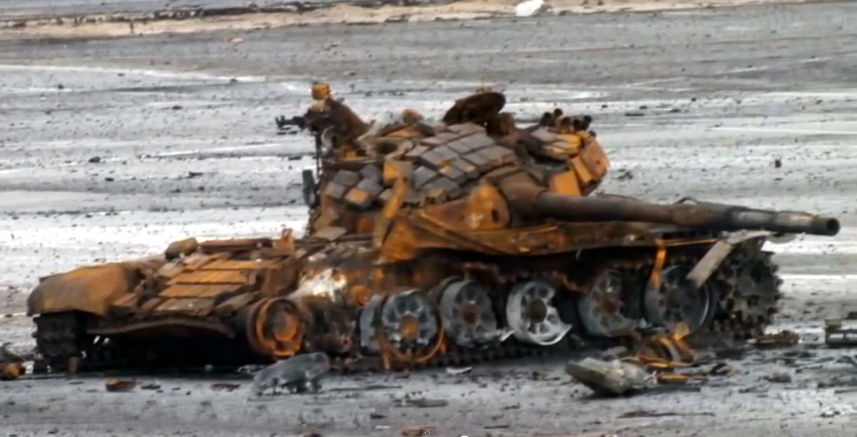
Wrak czołgu T-72B1 należącego do separatystów na zniszczonym pasie startowym lotniska w Doniecku

Siły ukraińskie opuściły budynek starego terminala 5 grudnia z powodu ostrzału prowadzonego przez siły DNR, które przerwały krótkie zawieszenie broni. Mimo tego, Ukraińcy nadal utrzymywali swoje pozycje w budynku nowego terminala. W tym czasie doniesiono, że głównym polem bitwy na lotnisku stał się budynek starego terminala. Strategiczna wieża kontroli lotów, z której żołnierze ukraińscy obserwowali ruchy separatystów, pozostawała wciąż pod kontrolą sił rządowych. Z tego powodu znajdowała się pod ciągłym ostrzałem artylerii DNR. Sąsiadująca z lotniskiem wieś Pisky, która także była kontrolowana przez siły ukraińskie, została opisana przez uczestników bitwy jako „zniszczony Stalingrad”. Według paramilitarnych ochotników z Prawego Sektora ruiny Pisków były używane do ochrony „Drogi Życia”, jedynej linii zaopatrzenia na lotnisko w Doniecku.
W grudniu na lotnisku odbyło się kilka zmian personelu wojsk ukraińskich. Te rotacje były nadzorowane przez OBWE. Ponadto siły DNR pomagały w rotacjach pod obserwacją OBWE oraz pomagały przewozić ukraiński personel i zaopatrzenie. Pomimo sporadycznych doniesień o ostrzałach, OBWE stwierdziła, że rotacje „poszły gładko, ponieważ dowódcy obu stron osiągnęli porozumienie w sprawie zaprzestania prowadzenia ognia artyleryjskiego i strzeleckiego podczas rotacji”.
Walki wznowiono 29 grudnia, kiedy separatyści ponownie zaatakowali kontrolowane przez rząd pozycje na lotnisku. W walkach zginęło trzech żołnierzy ukraińskich oraz czternastu rebeliantów. Do 31 grudnia separatyści wycofali się na pozycje, które zajmowali przed atakiem. Ponowne otwarcie walk nastąpiło jednak, gdy siły DNR rozpoczęły natarcie z trzech stron na strategiczną wioskę Pisky. Wojska ukraińskie ogłosiły, że „trzymają się”. Obserwatorzy OBWE poinformowali, że Pisky pozostają pod kontrolą sił rządowych, ale separatyści czasowo przejęli kontrolę nad jej południowym krańcem.

### Ostateczna konfrontacja i wycofanie się wojsk ukraińskich (styczeń 2015)

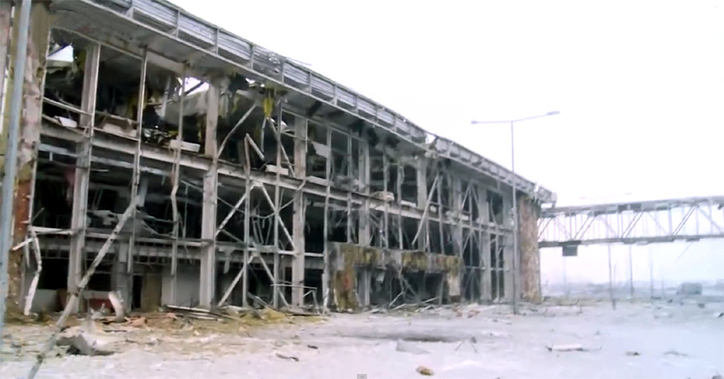
Ruiny nowego terminala

13 stycznia szef misji obserwacyjnej OBWE na Ukrainie powiedział, że sytuacja na lotnisku uległa „znacznemu pogorszeniu”. Według przedstawiciela ukraińskiego rządu siły broniące lotniska otrzymały ultimatum od władz DNR, które stwierdziły, że jeśli nie wycofają się z lotniska do godz. 17:00, to grozi im „zniszczenie”. Wojska ukraińskie nie opuściły swoich pozycji, co doprowadziło do przeprowadzenia ostrzału artyleryjskiego ze strony sił DNR. Spowodował on zawalenie się wieży kontroli lotów. W momencie zawalenia się wieży separatyści znajdowali się w odległości 400 metrów od nowego budynku terminala. Jeden z ukraińskich żołnierzy powiedział, że ostrzał „przetaczał się przez terminal” i że siły DNR „po prostu zniszczą” pozostałe oddziały rządowe pozbawione wsparcia. Siły ukraińskie były później w stanie spowolnić atak separatystów własnym ogniem artyleryjskim.
Po czterech dniach ostrzału, 14 stycznia lotniska separatyści odepchnęli wojska ukraińskie i zajęły jedną trzecią nowego budynku terminala. Następnego dnia władze DNR poinformowały, że całkowicie kontrolują lotnisko, a reporter Associated Press potwierdził, że flaga DNR powiewa nad nowym budynkiem terminala. Mimo to walki trwały, a ukraińskie władze zaprzeczyły, jakoby terminal został utracony. Donoszono, że siły rządowe zostały zmuszone do ukrycia się w jednej z hal i że znajdują się pod ciągłym ostrzałem z czołgów. Przywódca DNR Aleksandr Zacharczenko stwierdził, że zajęcie lotniska było pierwszym krokiem w kierunku odzyskania terytorium zajętego przez siły ukraińskie latem 2014 roku. Armia ukraińska stwierdziła, że „nie było rozkazu wycofania się” z lotniska, a przewodniczący parlamentu DNR Andriej Purgin zakomunikował, że podczas gdy siły DNR przejęły kontrolę nad budynkami terminala, wciąż toczą się walki, ponieważ „Ukraińcy mają wiele miejsc do ukrycia się”. Wieczorem wojska ukraińskie rozpoczęły kontratak i zmusiły separatystów do wycofania się z pierwszego piętra budynku. Mimo to siły DNR utrzymały kontrolę nad drugim piętrem i piwnicą.

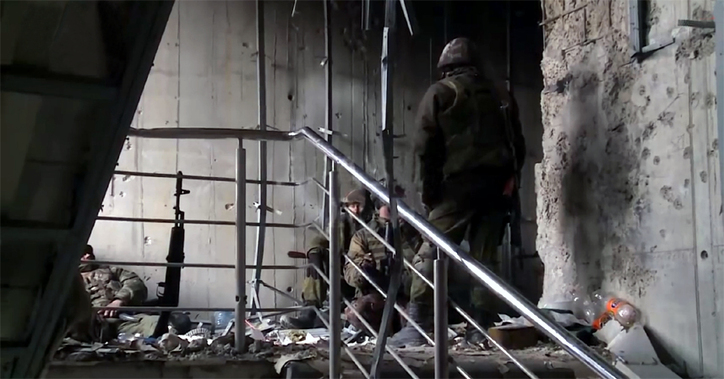
Separatyści z batalionu Somalia w budynku nowego terminala, 16 stycznia 2015

Ukraińska operacja wojskowa w weekend 17–18 stycznia doprowadziła do odbicia większości obszaru lotniska. Zdaniem rzecznika RBNiO operacja przywróciła linie kontroli ustanowione w protokole mińskim, a zatem nie stanowiła jego naruszenia. Spowodowała też przeniesienie walk w kierunku właściwego Doniecka, co doprowadziło do silnego ostrzału obszarów mieszkalnych graniczących z lotniskiem. Władze DNR poinformowały, że zatrzymały siły rządowe na moście Putyliwskim, który łączy lotnisko z miastem. Strategicznie ważny most został zniszczony podczas tych walk. Obserwatorzy OBWE poinformowali, że ostrzał spowodował poważne szkody w dzielnicach mieszkalnych w Doniecku: rejonie kijowskim, kirowskim, pietrowskim i woroszyłowskim.
Obie strony oświadczyły, że przejęły kontrolę nad lotniskiem 19 stycznia. Władze DNR przyznały, że w czasie kontrataku wojsk ukraińskich zginęło 16 separatystów, a 62 zostało rannych. W ciągu dnia rebelianci wysadzili w powietrze część stropu pierwszego piętra nowego budynku terminala, powodując zawalenie go na ukrytych tam żołnierzy ukraińskich. Wielu wojskowych zostało rannych. Według dowódcy brygady zmechanizowanej płk. Jewhena Mojsiuka, wysadzenie zostało przygotowane przez zawodowych żołnierzy rosyjskich. Przechwyciwszy ich komunikację, powiedział, że „język, którym mówili, akcent, żargon, słownictwo – wszystko to był literacki język rosyjski, nie dialekt ukraiński”. Wieczorem grupa ukraińskich żołnierzy, która została okrążona przez separatystów w pobliżu lotniska, zdołała wyrwać się w kierunku lotniska, ale zginął jeden żołnierz. Następnego dnia polski dziennikarz doniósł z kontrolowanej przez siły rządowe wsi Pisky, że lotnisko znalazło się w większości pod kontrolą sił DNR, ale zaprzeczył twierdzeniu separatystów, że Pisky również zostało zdobyte. Wieczorem Ministerstwo Obrony Ukrainy poinformowało, że siły DNR wysadziły pas startowy lotniska. Do tego momentu ewakuowano ponad 100 żołnierzy rannych podczas bitwy o lotnisko.

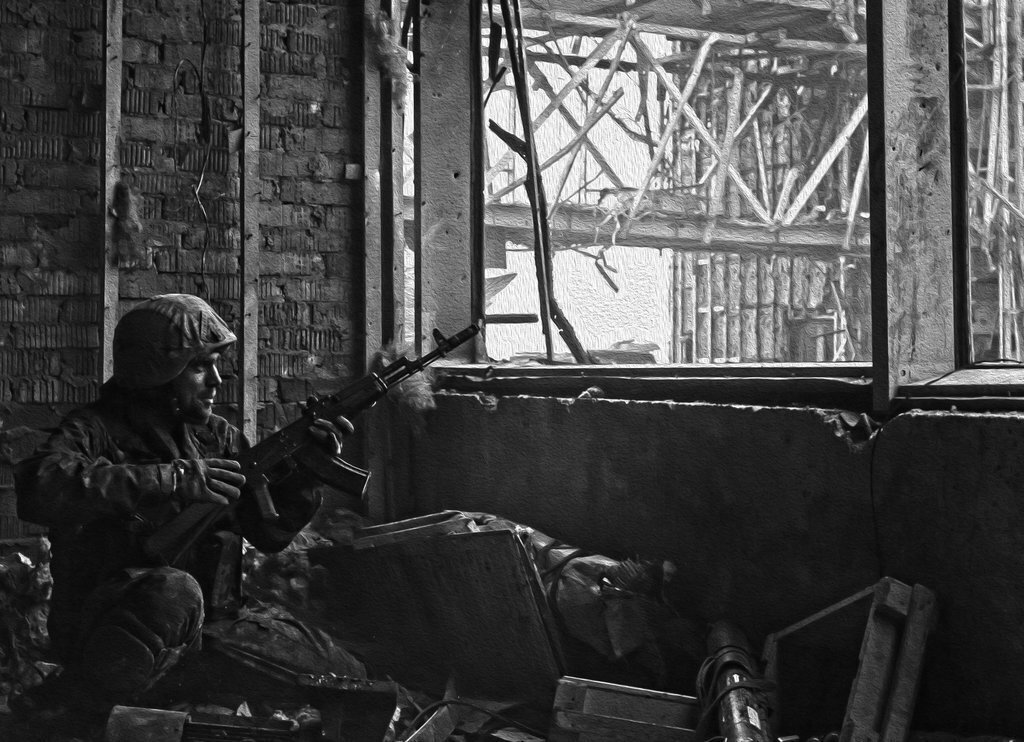
Żołnierz ukraiński w czasie obrony lotniska

Siły ukraińskie próbowały otoczyć lotnisko w ramach próby odparcia separatystów 20 stycznia. Gdy główne siły ukraińskie i DNR walczyły w oddaleniu od lotniska, grupa separatystów wtargnęła na parter i drugie piętro nowego budynku terminala. Oddziały ukraińskie utrzymywały się na pierwszym piętrze budynku, dopóki separatyści nie wysadzili drugiego piętra o godzinie 15:30, powodując zawalenie się sufitu. Eksplozja zabiła kilku żołnierzy i okazała się punktem zwrotnym w bitwie. Następnego dnia pozostałe oddziały ukraińskie zostały zmuszone do wycofania się z budynku, a siły DNR zajęły go w całości. Według jednego z ochotników tego dnia zginęło 37 żołnierzy ukraińskich. Podczas walki lider Prawego Sektora Dmytro Jarosz został ranny przez wybuchającą rakietę z Grada w Piskach. Rzecznik Ministerstwa Obrony DNR powiedział, że szesnastu ukraińskich żołnierzy, którzy przez wiele dni byli pogrzebani pod gruzami w głównym budynku terminalu, zostało wziętych do niewoli i że zapewniono im opiekę medyczną. Prezydent Ukrainy Petro Poroszenko powiedział 21 stycznia, że Rosja rozmieściła w Donbasie ponad 9000 żołnierzy i 500 czołgów, dział i moździerzy oraz transporterów opancerzonych. W artykule, który ukazał się w „The Daily Telegraph”, stwierdzono, że relokacja regularnych oddziałów rosyjskich na Ukrainę wydaje się być „odpowiedzią na [wcześniejszy] sukces Kijowa w utrzymaniu kontroli nad lotniskiem w Doniecku, a napływ uzbrojenia i siły ludzkiej sprawił, że ukraińskie pozycje na lotnisku stały się nie do utrzymania”. Po bitwie separatyści przenieśli schwytanych ukraińskich żołnierzy z lotniska na miejsce ostrzału przystanku autobusowego w samym Doniecku. Przechodnie słownie znęcali się nad jeńcami i obrzucali ich szczątkami z ostrzelanego autobusu. Przynajmniej jeden ukraiński jeniec wojenny, szer. Ihor Branowycki wywodzący się z polskiej rodziny, został rozstrzelany w dniu zakończenia bitwy przez rosyjskiego terrorystę Arsena Pawłowa. Utrata lotniska została opisana jako „druzgocące zwycięstwo nad siłami ukraińskimi” i „poważny cios”.

## Znaczenie strategiczne
Kwestionowano, czy kontrola nad lotniskiem w Doniecku była strategiczną koniecznością dla sił ukraińskich. Już we wrześniu 2014 roku deputowany do Rady Najwyższej Dmytro Tymczuk zasugerował zniszczenie lotniska i wycofanie sił ukraińskich na łatwiejsze do obrony pozycje. Tymczuk stwierdził, że w wyniku walk lotnisko stało się niezdatne do użytku, a obawy przed wykorzystaniem go przez Rosję do wsparcia separatystów były przesadzone. Mówiono również, że teren na północ od lotniska, który jest silnie zalesiony, byłby łatwiejszy do obrony niż budynek otoczony otwartą przestrzenią.

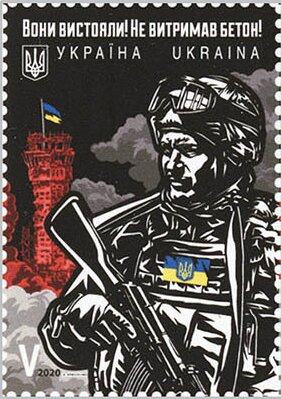
Ukraiński znaczek pocztowy z 2020 roku poświęcony piątej rocznicy bitwy. Hasło na znaczku można przetłumaczyć jako: „Oni wytrzymali! Nie wytrzymał beton!”

Podobnie kwestionowano również wartość lotniska dla separatystów. Siły DNR nie miały dostępu do samolotów ani innej broni powietrznej, a pas startowy lotniska stał się bezużyteczny przez zniszczenie w czasie ostrzału. Ponadto po zakończeniu bitwy wojska ukraińskie wycofały się do miejscowości Pisky, położonej na południowy zachód od pasa startowego. Utrzymanie kontroli nad wioską oznaczało, że lotnisko pozostawało w zasięgu ognia wojsk ukraińskich. Jednakże z tego powodu, że DNR zaangażowała duże siły do ataku na lotnisko, jest prawdopodobne, iż umożliwiło to batalionowi Azow wyparcie separatystów z Mariupola.

## Symbolika
Podczas bitwy spopularyzowano słowo cyborg (ukr. кіборг, trans.: kiborh) w odniesieniu do ukraińskich obrońców lotniska. Po raz pierwszy termin został użyty w internecie, a stamtąd rozpowszechnił się w ukraińskich mediach. Odnosi się do sposobu, w jaki obrońcy lotniska byli w stanie odpierać ciągłe ataki sił DNR z bliskiej odległości bez snu lub wsparcia, tak jak cyborgi w utworach science-fiction są „niezniszczalnymi pół-ludźmi, pół-maszynami”. Cyborgi stały się współczesnym ukraińskim mitem narodowym i przez wielu Ukraińców są traktowane w sposób „prawie legendarny”. Określenie „cyborg” jest zwykle stosowane w odniesieniu do następujących jednostek: 3 Pułku Sił Specjalnych, 93 Brygady Zmechanizowanej, 79 Brygady Powietrznodesantowej, 17 Brygady Czołgów oraz batalionu ochotniczego Prawego Sektora.
Aby uczcić pamięć poległych w bitwie o lotnisko w Doniecku, Ukraina co roku 16 stycznia obchodzi Dzień Pamięci Cyborgów (ukr. День пам'яті кіборгів, trans. Deń pam'jati kiborhiw).

### W kulturze popularnej
Film o obrońcach lotniska w Doniecku zatytułowany Cyborgi (ukr. Кiборги: Герої не вмирають, trans. Kiborhy: Heroji ne wmyrajut) wszedł na ekrany 7 grudnia 2017 roku. Na Ukrainie był to najpopularniejszy film sezonu, który zarobił 302 000 dolarów w pierwszym tygodniu emisji.